# Fliegerfaust
 (juillet 2013).
Si vous disposez d'ouvrages ou d'articles de référence ou si vous connaissez des sites web de qualité traitant du thème abordé ici, merci de compléter l'article en donnant les références utiles à sa vérifiabilité et en les liant à la section « Notes et références ».
Luftfaust
Le Fliegerfaust, également appelé Luftfaust (littéralement « poing aérien »), est une arme allemande individuelle de la fin de la Seconde Guerre mondiale. Il est conçu pour lutter contre les avions volant à basse altitude, se posant en correspondance de ce que le Panzerfaust était dans la lutte antichar.

## Conception et développement
Cette arme, considérée le premier système portatif de défense antiaérienne, a été développée en 1944 à la demande expresse d'Hitler par la société allemande HASAG (Hugo Schneider AG (en)) de Leipzig. Son intention est de réaliser une arme similaire au Panzerfaust (lance-roquettes antichar) mais destiné à un usage antiaérien. Le Luftfaust a été produit en deux versions différentes.
La première version, le Fliegerfaust A, possède quatre tubes de calibre 20 mm. Ces derniers tirent des projectiles de 20 mm pesant 90 grammes et contenant 19 grammes d'explosifs, propulsés au moyen d'une petite fusée.

La seconde version, le Fliegerfaust B ("Luftfaust") se différencie par l'augmentation de la longueur des tubes, ainsi que du nombre passant de quatre à neuf tubes, huit tubes montés en cercle autour d'un neuvième. L'arme a une longueur totale de 150 cm et pèse 6,5 kg.
Un prototype en calibre 30 mm à six tubes a été produit[réf. nécessaire].
Une commande de 10 000 lanceurs et de quatre millions de munitions est lancée. Seuls quelque quatre-vingt lanceurs ont été livrés dans les derniers jours de janvier 1945 à une unité de Sarrebruck pour des essais sur le terrain.
Toutefois, une photographie de 1945 prise devant les ruines de l'hôtel Adlon à Berlin montre clairement au moins trois Fliegerfaust B couchés dans les décombres. Deux autres modèles ont été retrouvés en 2000 à Dresde.

## Description
Cette arme, dans sa seconde version, est constituée de deux parties principales, le lanceur avec neuf tubes et le magasin de neuf roquettes. Chaque roquette avait un diamètre de 20 mm, pesait 90 g et possédait 19 g de matière explosive.
Le chargement de l'arme se fait par l'arrière en introduisant le magasin de neuf roquettes.

Pour faire feu, le tireur comprime un ressort sur le tube de poussée au moyen d'un taquet métallique avec sa main droite, sa main gauche maintenant la poignée de commande de mise à feu.

À la commande de mise à feu, le ressort libère le tube de poussée qui percute un générateur, provoquant une impulsion électrique transmise à l'arrière des roquettes par un câble électrique.
Le combustible des roquettes s'enflamme, deux salves espacées de 0,2 seconde sont lancées, une première de cinq roquettes, puis une autre de quatre roquettes. Cela avait pour but de réduire les vibrations de l'arme et d'augmenter la zone de dispersion (60 m pour une portée de 500 m), mais aussi pour éviter d'endommager les projectiles eux-mêmes par les gaz d'échappement des roquettes et de perturber leurs trajectoires.

### Caractéristiques
- Longueur du lanceur : 150 cm
- Poids avec magasin chargé : 6,5 kg
- Diamètre des roquettes : 20 mm
- Longueur de la chambre : 250 mm
- Mise à feu : électro-mécanique
- Vitesse initiale du projectile : 350 m/s
- Portée : 300 à 500 m